# Ю Мен Хі
Ю Мен Хі (нар. 5 червня 1967, м. Ульсан, Південна Корея) — південнокорейська громадсько-політична діячка. Міністр торгівлі Південної Кореї (1 березня 2019 – 6 серпня 2021).